# Cabanas Trabazas
Cabanas Trabazas (en asturiano: Cabanastrabazas y oficialmente) es una aldea perteneciente a la parroquia de Serandinas, en el concejo de Boal, comarca de Eo-Navia, Principado de Asturias, España.
Cuenta con una población de 2 habitantes (INE, 2013), y se encuentra a unos 520 m de altura sobre el nivel del mar, en la margen izquierda del río Navia. Dista aproximadamente 10 km de la capital del concejo, tomando desde ésta la carretera AS-12 en dirección a Navia, y desviándose a la izquierda por una pista asfaltada tras unos 2 km.

## Toponimia
Parece haberse formado con el sufijo latino -ācĕus (indicador de proceso constructivo o material) y la base “trabs, trăbis” (viga). Aludiría, por lo tanto, a una construcción hecha con maderos o troncos, en este caso unas cabañas. La raíz pervive tanto en el gallego como en el portugués, donde se usa trave con la misma acepción. Con omisión del sustantivo es frecuente en la toponimia del noroeste peninsular, así en el nombre del pueblo zamorano de Trabazos, o en el portugués Travassos.